# Кубок Европы по легкоатлетическим многоборьям 1993
Кубок Европы по легкоатлетическим многоборьям 1993 года прошёл 10—11 июля на стадионе «Раатти» в Оулу, Финляндия. В те же сроки в испанском Вальядолиде состоялся турнир в Первой лиге, а в бельгийском Хехтел-Экселе и эстонском Таллине — во Второй лиге. Участники боролись за командную победу в соревнованиях мужчин и женщин.
С 1993 года изменились названия дивизионов Кубка Европы: на смену финалам A, B и C пришли соответственно Суперлига, Первая и Вторая лиги. Кроме того, турнир стал последним, проведённым с промежутком в два года: со следующего розыгрыша он получил статус ежегодного.
Место сборной СССР в сильнейшем дивизионе в связи с распадом страны досталось сильнейшим по рейтингу сборным Украины у мужчин и России у женщин. В Первую лигу попали украинские женщины и российские мужчины, а команды Белоруссии, Эстонии и Латвии начали свои независимые выступления со Второй лиги.
Каждая команда была представлена четырьмя спортсменами. Всего на старт вышли 63 многоборца из 11 стран. Лучшие сборные в командном зачёте определялись по сумме результатов трёх лучших участников. Две худшие команды по итогам соревнований теряли право участвовать в Суперлиге на следующий год.
Абсолютно лучший результат среди женщин показала сборная Белоруссии, выигравшая турнир во Второй лиге — 19001 очко.

## Результаты

### Командное первенство
| Место | Команда                                                                    | Очки                  | Общая сумма |
| ----- | -------------------------------------------------------------------------- | --------------------- | ----------- |
| 1     | Франция · Кристиан Плазья · Ален Блондель · Вильям Мотти · Кристиан Мандру | 8277 8204 7682 (7370) | 24163       |
| 2     | Германия · Пауль Майер · Штефан Шмид · Михаэль Конле · Торстен Даут        | 8366 7982 7677 (DNF)  | 24025       |
| 3     | Финляндия · Петри Кескитало · Микко Валле · Янне Викевяйнен · Яркко Финни  | 8076 7758 7253 (5940) | 23087       |
| 4     | Испания                                                                    |                       | 22898       |
| 5     | Швеция                                                                     |                       | 22431       |
| 6     | Нидерланды                                                                 |                       | 22301       |
| 7     | Швейцария                                                                  |                       | 21764       |
| 8     | Украина                                                                    |                       | 20874       |

| Место | Команда                                                                          | Очки                  | Общая сумма |
| ----- | -------------------------------------------------------------------------------- | --------------------- | ----------- |
| 1     | Россия · Татьяна Журавлёва · Лариса Никитина · Людмила Михайлова                 | 6330 6256 6009        | 18595       |
| 2     | Германия · Беатрис Мау · Беттина Браг · Биргит Гауцш · Пегги Бер                 | 6035 5850 5823 (DNF)  | 17708       |
| 3     | Польша · Уршула Влодарчик · Мария Камровская · Божена Богуцкая · Эльжбета Лясота | 6121 6019 5147 (5096) | 17287       |
| 4     | Финляндия                                                                        |                       | 17268       |
| 5     | Франция                                                                          |                       | 17093       |
| 6     | Румыния                                                                          |                       | 16657       |
| 7     | Нидерланды                                                                       |                       | 16655       |
| 8     | Швеция                                                                           |                       | 15697       |

Курсивом выделены участники, чей результат не пошёл в зачёт команды

### Индивидуальное первенство
| Место | Атлет              | Страна    | Очки |
| ----- | ------------------ | --------- | ---- |
| 1     | Пауль Майер        | Германия  | 8366 |
| 2     | Кристиан Плазья    | Франция   | 8277 |
| 3     | Ален Блондель      | Франция   | 8204 |
| 4     | Петри Кескитало    | Финляндия | 8076 |
| 5     | Виталий Колпаков   | Украина   | 8075 |
| 6     | Штефан Шмид        | Германия  | 7982 |
| 7     | Хенрик Дагорд      | Швеция    | 7763 |
| 8     | Микко Валле        | Финляндия | 7758 |
| 9     | Антонио Пеньяльвер | Испания   | 7715 |
| 10    | Вильям Мотти       | Франция   | 7682 |

| Место | Атлет             | Страна    | Очки |
| ----- | ----------------- | --------- | ---- |
| 1     | Татьяна Журавлёва | Россия    | 6330 |
| 2     | Лариса Никитина   | Россия    | 6256 |
| 3     | Уршула Влодарчик  | Польша    | 6121 |
| 4     | Тина Ряттюя       | Финляндия | 6046 |
| 5     | Беатрис Мау       | Германия  | 6035 |
| 6     | Мария Камровская  | Польша    | 6019 |
| 7     | Петра Вэйдяну     | Румыния   | 6009 |
| 8     | Людмила Михайлова | Россия    | 6009 |
| 9     | Натали Тепп       | Франция   | 5939 |
| 10    | Хелле Аро         | Финляндия | 5856 |

## Первая лига
Соревнования в Первой лиге состоялись 10—11 июля в испанском Вальядолиде.
| Место | Команда        | Общая сумма |
| ----- | -------------- | ----------- |
| 1     | Венгрия        | 23349       |
| 2     | Чехия          | 22446       |
| 3     | Россия         | 22242       |
| 4     | Великобритания | 21812       |
| 5     | Польша         | 21732       |
| 6     | Италия         | 21678       |
| 7     | Австрия        | 20222       |
| 8     | Дания          | 0           |
| 8     | Норвегия       | 0           |

| Место | Команда        | Общая сумма |
| ----- | -------------- | ----------- |
| 1     | Украина        | 17214       |
| 2     | Великобритания | 17193       |
| 3     | Швейцария      | 17043       |
| 4     | Италия         | 16981       |
| 5     | Испания        | 16290       |
| 6     | Чехия          | 15516       |
| 7     | Дания          | 15475       |
| 8     | Венгрия        | 15286       |

## Вторая лига
Соревнования во Второй лиге состоялись 10—11 июля в бельгийском Хехтел-Экселе и эстонском Таллине. В Первую лигу выходили только победители этих турниров.

### Хехтел-Эксел
| Место | Команда    | Общая сумма |
| ----- | ---------- | ----------- |
| 1     | Бельгия    | 20063       |
| 2     | Португалия | 20017       |
| 3     | Исландия   | 19473       |
| 4     | Ирландия   | 18103       |

| Место | Команда  | Общая сумма |
| ----- | -------- | ----------- |
| 1     | Бельгия  | 14678       |
| 2     | Ирландия | 14450       |

### Таллин
| Место | Команда  | Общая сумма |
| ----- | -------- | ----------- |
| 1     | Беларусь | 22640       |
| 2     | Эстония  | 21494       |
| 3     | Латвия   | 20929       |
| 4     | Румыния  | 20054       |

| Место | Команда  | Общая сумма |
| ----- | -------- | ----------- |
| 1     | Беларусь | 19001       |
| 2     | Норвегия | 15644       |
| 3     | Эстония  | 15449       |